# Tributil kositer
Tributil kositer (znan pod kratico TBT iz angleškega izraza tributyltin) je družina organokositrnih spojin s funkcionalno skupino (C4H9)3Sn, ki se uporabljajo v premazih za preprečevanje obraščanja vodnih plovil. Delujejo kot biocidi, ki lahko odvrnejo ali ubijejo mikroorganizme, odgovorne za obraščanje.
Strupeni so tako za mikroorganizme, kot tudi za večje vodne organizme. Ocenjuje se, da iz TBT pridobljeni premazi proti obraščanju pokrivajo 70 % plovil na svetu.
Razširjenost TBT in drugih antibakterijskih premazov za pomorska plovila, ki bazirajo na kositru, je pomemben okoljski problem. Izkazalo se je, da TBT povzroči škodo številnim morskim organizmom. Že izjemno nizke koncentracije (20 ng/l) molekul tributilkositra (TBT) povzročajo napačno rast lupine v ostrigah (Crassostrea gigas) in razvoj moških značilnosti v ženskih spolnih žlezah pri polžu morski volek (Nucella lapillus), kjer se je gonokarakteristična sprememba začela že pri 1 ng/l.
Mednarodna pomorska skupnost je spoznala to kot problem ter zaradi tega načrtuje postopno opuščanje kositernih premazov, vključno s prepovedjo uporabe le-teh na novo zgrajenih plovilih.